# Alaena brainei
Alaena brainei är en fjärilsart som beskrevs av Lajos Vári 1976. Alaena brainei ingår i släktet Alaena och familjen juvelvingar. IUCN kategoriserar arten globalt som livskraftig. Inga underarter finns listade i Catalogue of Life.